# Agelas dilatata
Agelas dilatata är en svampdjursart som beskrevs av Duchassaing och Giovanni Michelotti 1864. Agelas dilatata ingår i släktet Agelas och familjen Agelasidae. Inga underarter finns listade i Catalogue of Life.